# Colônia Agrícola Nacional de Goiás
A Colônia Agrícola Nacional de Goiás (CANG) foi a primeira de uma série de oito colônias criadas pelo governo federal de Getúlio Vargas na década de 1940. A CANG foi implantada em um terreno fértil, no Centro Goiano de Goiás. 
A CANG foi uma das primeiras experiências de reforma agrária no país, e também uma das poucas com resultados satisfatórios.
Criada em 1941, a Colônia Agrícola Nacional de Goiás (CANG) fez parte das
políticas expansionistas de Getúlio Vargas. Foi emancipada em 1953 e nas décadas
seguintes a cidade denominada de Ceres se especializou em um setor econômico
distinto daquele previsto no projeto de criação da Colônia. Este artigo analisa a
formação territorial da área e objetiva compreender os motivos e as dinâmicas
territoriais resultantes do processo de (re)funcionalização produtiva verificada em
Ceres. Os procedimentos metodológicos foram baseados em pesquisa bibliográfica,
trabalho de campo e pesquisa documental com levantamento de dados oficiais
referentes à dinâmica populacional, às instituições de serviços e à infraestrutura
produtiva. O estudo sobre a formação territorial mostra que os processos e as ações
são componentes fundamentais da produção do espaço, mas nenhuma mudança no
quadro socioespacial de uma localidade é feita sem conflitos. Além disso, as causas
dessas mudanças também são frutos de um movimento externo ao local, pressupondo
a inserção em distintas redes e a imposição de interesses e lógicas de diferentes escalas.